# Madalena Caramuru
Madalena Caramuru, nascida em data incerta, foi uma mulher indígena brasileira, considerada a primeira mulher alfabetizada do Brasil.

## Biografia
Madalena era filha do português Diogo Álvares Correia com a índia tupinambá Paraguaçu, que adotou o nome cristão de Catarina do Brasil. A família morava no povoado de Salvador, na Bahia.
Em 1534, Madalena se casou com o português Alfonso Rodrigues, que foi quem a alfabetizou. O casamento teria ocorrido na Igreja de Nossa Senhora da Vitória, em Salvador. Depois de instruída e tendo acesso a livros e leituras, Madalena começou a manifestar preocupação com seu povo e na forma como eram tratados pelos portugueses. Em 26 de março de 1561, Madalena teria escrito para o padre Manuel da Nóbrega, então chefe da primeira missão jesuíta enviada ao Brasil, já que a educação dos povos nativos era de responsabilidade sobretudo dos missionários jesuítas, entre 1549 a 1759. Na carta ela pediria pelo fim dos maus-tratos às crianças indígenas e que as mulheres tivessem acesso à educação, tal como era com os homens. Junto da carta, ela também teria oferecido uma ajuda financeira para que isso acontecesse.
Padre Manuel teria se inspirado nas ideias de Madalena para poder integrar mais o povo da colônia e e teria recorrido à rainha de Portugal, Dona Catarina, em busca de autorização para a implementação das mudanças. Mas a rainha portuguesa via com maus olhos a inclusão feminina na educação formal. A abertura de escolas públicas femininas só viria em 1827, com a promulgação da Lei Geral.

## Legado
Em homenagem à Madalena Caramuru, em 14 de novembro de 2001, os Correios lançaram um selo comemorativo que simboliza e homenageia a luta pela alfabetização da mulher no país.